# 1529 Oterma
Oterma (asteroide 1529) é um asteroide da cintura principal, a 3,1847588 UA. Possui uma excentricidade de 0,2009589 e um período orbital de 2 906,42 dias (7,96 anos).
1529 Oterma tem uma velocidade orbital média de 14,9189764 km/s e uma inclinação de 9,05977º.
Este asteroide foi descoberto em 26 de Janeiro de 1938 por Yrjö Väisälä.
O seu nome é uma homenagem à astrónoma finlandesa Liisi Oterma.